# Бенин на Олимпийских играх
Бенин принимал участие в 12 летних Олимпийских играх. Дебютировал на летних Олимпийских играх 1972 года в Мюнхене под названием Дагомея. С тех пор участвовал во всех летних Играх, кроме бойкотированных им Игр в Монреале. Спортсмены Бенина принимали участие в состязаниях по боксу, велоспорту, гребле на байдарках и каноэ, дзюдо, лёгкой атлетике, плаванию, теннису, тхэквондо и фехтованию. Самая крупная делегация представляла страну на Олимпийских играх 1980 года (16 человек). В зимних Олимпийских играх Бенин не участвовал. Спортсмены Бенина никогда не завоёвывали олимпийских медалей.
Олимпийский комитет Бенина был основан и официально зарегистрирован в МОК в 1962 году.

## Таблица медалей

### Летние Олимпийские игры
| Игры                | Спортсменов         | Золото              | Серебро             | Бронза              | Всего               | Место               |
| ------------------- | ------------------- | ------------------- | ------------------- | ------------------- | ------------------- | ------------------- |
| 1972 Мюнхен         | 3                   | 0                   | 0                   | 0                   | 0                   | —                   |
| 1976 Монреаль       | не принимал участие | не принимал участие | не принимал участие | не принимал участие | не принимал участие | не принимал участие |
| 1980 Москва         | 16                  | 0                   | 0                   | 0                   | 0                   | –                   |
| 1984 Лос-Анджелес   | 3                   | 0                   | 0                   | 0                   | 0                   | –                   |
| 1988 Сеул           | 7                   | 0                   | 0                   | 0                   | 0                   | –                   |
| 1992 Барселона      | 6                   | 0                   | 0                   | 0                   | 0                   | —                   |
| 1996 Атланта        | 5                   | 0                   | 0                   | 0                   | 0                   | —                   |
| 2000 Сидней         | 4                   | 0                   | 0                   | 0                   | 0                   | —                   |
| 2004 Афины          | 4                   | 0                   | 0                   | 0                   | 0                   | —                   |
| 2008 Пекин          | 5                   | 0                   | 0                   | 0                   | 0                   | —                   |
| 2012 Лондон         | 5                   | 0                   | 0                   | 0                   | 0                   | —                   |
| 2016 Рио-де-Жанейро | 6                   | 0                   | 0                   | 0                   | 0                   | —                   |
| 2020 Токио          | 7                   | 0                   | 0                   | 0                   | 0                   | —                   |
| Итого               | Итого               | 0                   | 0                   | 0                   | 0                   |                     |

## См.также
- Список знаменосцев Бенина на Олимпийских играх
- Бенин на Паралимпийских играх
- Бенин на Универсиадах
- Бенин на юношеских Олимпийских играх
- Бенин на Африканских играх